# Magasin aux vivres de Metz
Le magasin aux vivres est un ancien bâtiment militaire de la citadelle de Metz construit pour le stockage des vivres. L’édifice sert aujourd’hui d’hôtel de luxe et de restaurant gastronomique.

## Contexte historique
L’occupation française commence de facto en 1552, dès la fin du siège de Metz. La « protection » de la France sur la République messine se traduit par l’implantation d’une forte garnison dans la cité et par la construction, en 1556, d’une puissante citadelle, à l’épreuve de l’artillerie. Bien que juridiquement toujours intégrée au Saint-Empire romain germanique, la ville restera dans les faits aux mains de la couronne de France, devenant française de jure en 1648, avec la signature des traités de Westphalie.

## Construction et aménagements
Construit en 1559, le magasin aux vivres témoigne de l’organisation de l’intendance des garnisons militaires sous l’Ancien Régime. Avec l'unique bastion non enfoui situé dans les jardins du Palais du Gouverneur, il est le dernier vestige de la citadelle, construite vers 1556 par François de Scépeaux, maréchal de Vieilleville, afin de conserver la place de Metz, nouvellement conquise par le roi de France Henri II, en 1552. Le bâtiment de 125 mètres de long pour 38 mètres de large, est à l’époque à l’intérieur même de la citadelle militaire. Il offre alors 6 000 m2 de stockage.

## Protection
Le bâtiment est inscrit au titre des monuments historiques le 20 janvier 1969.

## Affectations successives
Utilisé depuis le XVIe siècle comme magasin militaire destiné au stockage des vivres, l’affectation du bâtiment n’a guère évolué jusqu’au XIXe siècle. Après le blé, on y entreposa des archives, provenant des duchés de Lorraine et de Bar, puis des décors de théâtre.
Lorsque la citadelle est démantelée vers 1860, le magasin aux vivres est désaffecté. Dans les années 1990, plusieurs projets de réhabilitation du site voient le jour. Dans une logique d'ensemble avec l'Arsenal, il est judicieusement proposé en 1988, d'y établir le conservatoire de Metz. Ce projet est finalement écarté pour d'autres projets culturels, comme le projet d'y implanter un centre d'archives, un musée des fortifications, ou encore un pôle culturel.
Dans les années 2000, l'idée d'y créer un hôtel de luxe et un restaurant gastronomique émerge. Le promoteur privé NOUVEL HABITAT saisit cette occasion pour y créer en 2004 un hôtel de 26 chambres et 34 suites quatre étoiles.
En 2020, Christophe Duffossé, propriétaire des lieux, vend l'hôtel et le restaurant gastronomique.

## Photographies

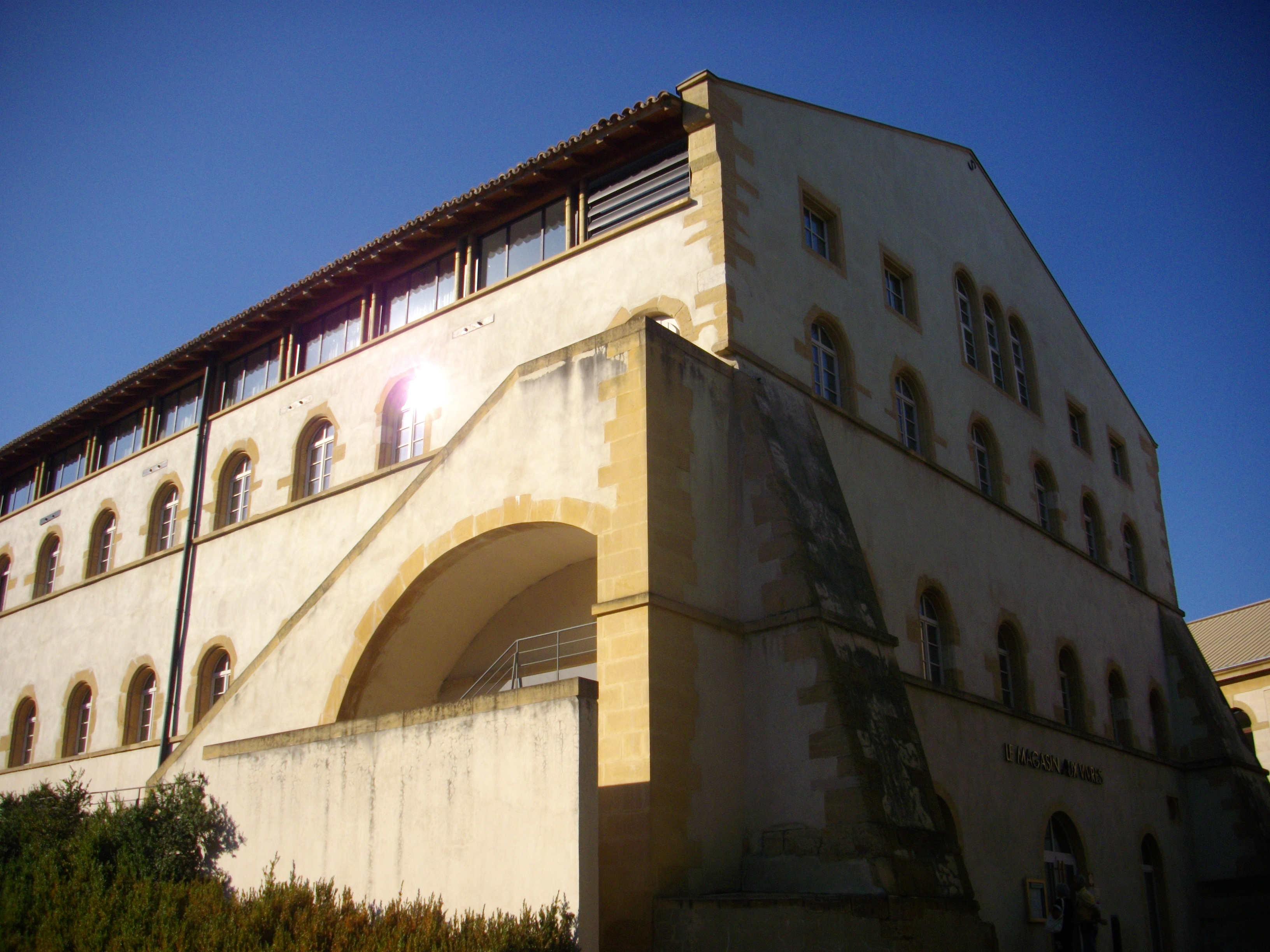
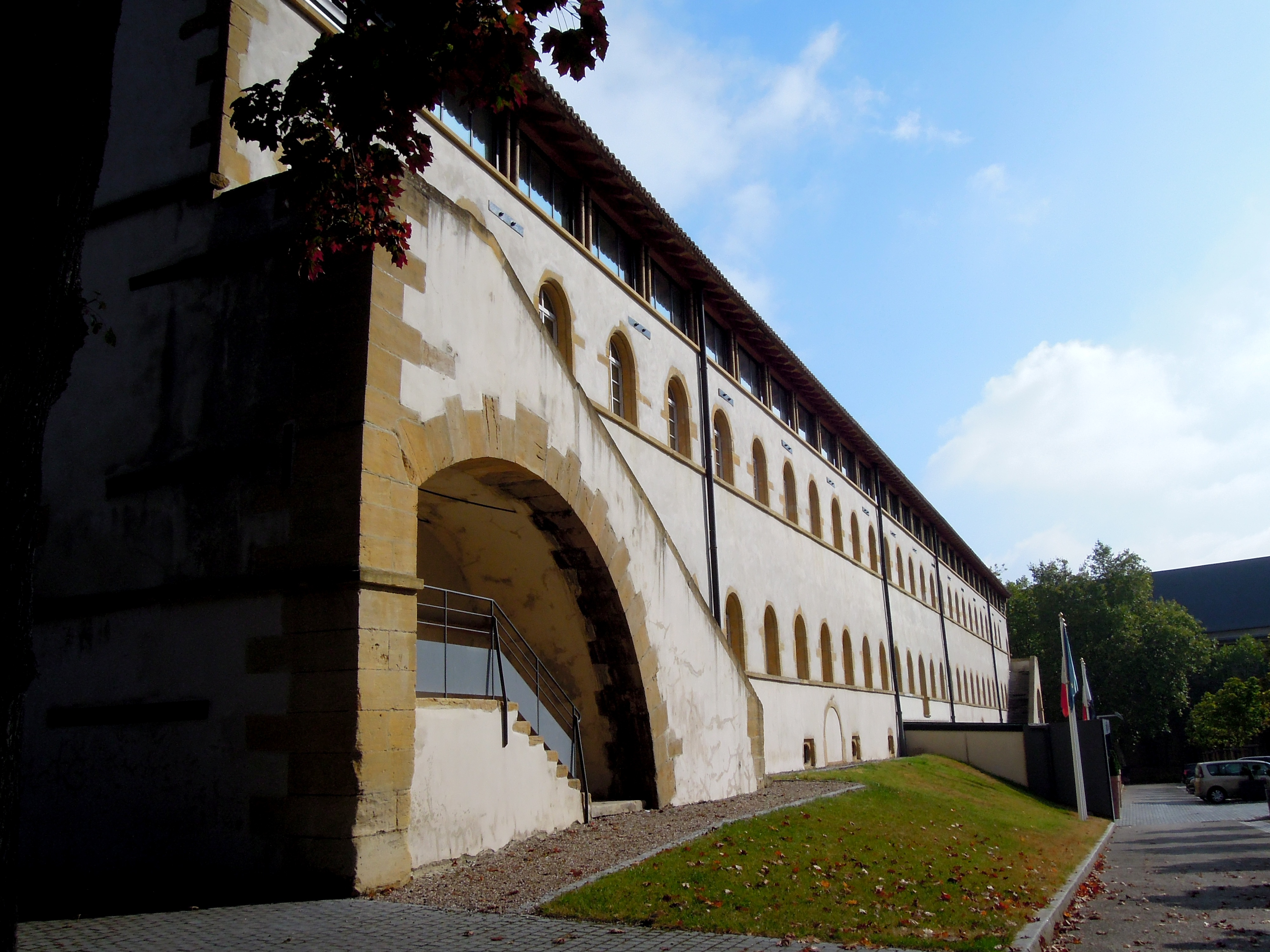